# Danny Kent

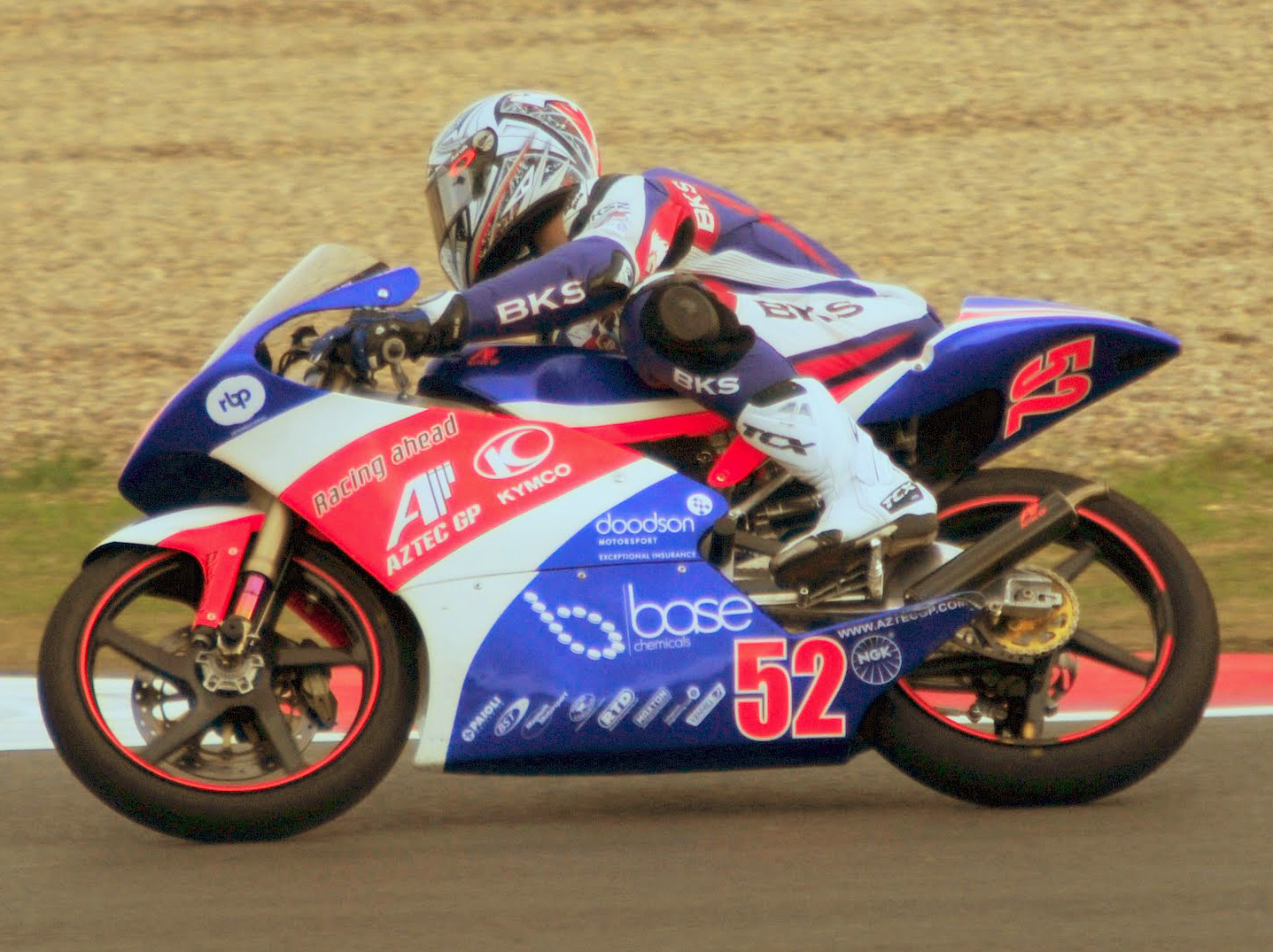
Danny Kent op Silverstone in 2010.

Danny Kent (Chippenham, 25 november 1993) is een Brits motorcoureur. In 2015 werd hij wereldkampioen in de Moto3-klasse.
In 2009 maakte Kent zijn debuut in de FIM MotoGP Rookies Cup en won de race op het Circuito Permanente de Jerez. In 2010 won hij de races op Jerez en het Misano World Circuit en eindigde hij als tweede in het kampioenschap.
In 2010 maakte Kent met een wildcard in zijn thuisrace ook zijn debuut in de 125cc-klasse van het wereldkampioenschap wegrace op een Honda. In de laatste vijf races van het seizoen verving hij tevens Isaac Viñales op een Lambretta. In 2011 maakte hij zijn fulltime debuut in de 125cc op een Aprilia. In 2012 veranderde de 125cc haar naam in de Moto3 en behaalde Kent op een KTM zijn eerste podiumplaats in de TT van Assen, gevolgd door zijn eerste overwinningen in Japan en Valencia. In 2013 maakte hij de overstap naar de Moto2 op een Tech 3, maar kwam hier niet uit de verf en keerde in 2014 terug in de Moto3 op een Husqvarna. In 2015 won hij op een Honda achtereenvolgens de Grands Prix van de Amerika's, Argentinië en Spanje. Ook won hij in Catalonië en Duitsland en behaalde hij een thuiszege in Groot-Brittannië. Deze overwinning was echter zijn enige podiumplaats in de tweede seizoenshelft, waardoor hij tot het laatste raceweekend in Valencia moest wachten voordat hij tot wereldkampioen gekroond werd.